# Політика Китайської Народної Республіки
Політика Китайської Народної Республіки проводиться в рамках єдинопартійної соціалістичної республіки, Комуністичної партії Китаю, очолюваної генеральним секретарем. Державної влади в Китайській Народній Республіці (КНР) здійснюється через КПК, Центрального народного уряду (Державної ради), а також їх регіональні та місцеві представництва. Комуністична партія Китаю використовує Internal Reference , щоб керувати і контролювати внутрішні розбіжності серед громадян КНР. Комуністична партія Китаю поширила документ номер дев'ять в 2013 році: ХІ–Адміністрації необхідно посилити контроль в ідеологічній сфері в Китаї, щоб забезпечити неоскаржуваність вищого керівництва КПРФ західними впливами. КНР контролює материковий Китай, острів Хайнань, Гонконг, Макао і деяких островів в Південно-Китайському морі.
Кожне з місцевих бюро чи офісів знаходиться під підпорядкуванням органу місцевого самоврядування та керівника відповідного відділення, бюро або міністерства на наступному більш високому рівні. Члени Народного конгресу на рівні округу обираються виборцями. Народні конгреси певного повіту відповідають за здійснення нагляду органів місцевого самоврядування, а також за обрання членів обласних (або муніципальних у випадку незалежних муніципалітетів) народного конгресу. Народний конгрес провінцій, у свою чергу, обирає членів Національного народного конгресу, який відбувається щороку в березні в Пекіні. Постанова комітету Комуністичної партії на кожному рівні відіграє велику роль у виборі відповідних кандидатів для обрання до Конгресу місцевих і більш високих рівнів.
З головою КНР є номінальним главою держави, виступає в якості церемоніальною фігурою в Національний народний конгрес. у Прем'єр-міністра Китаю є главою уряду, головувати на Державному Раді , що складається з чотирьох віце-прем'єрів та керівників міністерств і комісій. Як однопартійний держава, то генеральний секретар Комуністичної партії Китаю несе вищу силу і владу над державою і урядом. на посаді Президента, Генерального секретаря і голови Центральної військової комісії проводяться одночасно на одну людину з 1993 року, надання окремих де-юре і де-факто владу над країною.
Населення Китаю, географічних просторах, і соціальне різноманітність зірвати спроби правило з Пекіна. Економічних реформ в 1980-е роки і передачею Муч центр державних рішень, в поєднанні з сильною зацікавленості місцевих партійних працівників у збагаченні, зробив його більш важким для центрального уряду, щоб затвердити свою владу. Політична влада стала набагато меншою особистого і більше інституційну основу, ніж це було протягом перших сорока років існування китайської народної республіки. Наприклад, Ден Сяопін ніколи не був генеральним секретарем Комуністичної партії Китаю, Президент, або прем'єр-міністра Китаю, але був лідером Китаю протягом десяти років. Сьогодні авторитет лідерів Китаю набагато більше пов'язана з їх інституційної бази. Інцидент в Гонконзі відсутня книготорговців громадськість була стривожена, що політичне протистояння різних політичних кадрів у вищому ешелоні Комуністичної партії Китаю, як і раніше домінує в Китаї політика.
Керівники центрального уряду повинні активніше будувати консенсус щодо нової політики серед членів партії, місцевих і регіональних лідерів, впливових безпартійних, і населення в цілому. Однак, найчастіше, контроль над великою групою через контроль інформації.
Китайська комуністична партія вважає, що Китай перебувати в початковій стадії соціалізму. Багато китайські і зарубіжні спостерігачі вбачають у КНР, як і в переході від системи суспільної власності, в якій приватної власності відіграє все важливішу роль. Приватизація житла і збільшення свободи вибору освіти та зайнятості, серйозно послабили роботу блоку системи, яка раніше була основним осередком комуністичного партійного контролю над суспільством. Китаю комплекс політичних, етнічних і ідеологічних мозаїки, набагато менш однорідна під поверхнею, ніж в ідеалізованих історія рекламний відділ Комуністичної партії Китаю, пручається простий категоризації.
Як соціальні, культурні і політичні, а також економічні наслідки ринкових реформ стали проявлятися все частіше, напруженість у відносинах між старими—в дорозі товариш—і новий образ громадянина—це заточка. Деякі китайські вчені, такі як Чжоу Tianyong, заступник директора з наукової роботи Центральної партійної школи, затверджують, що поступове політичних реформ, а також репресії проти тих, хто наполягає на надмірно швидкі зміни протягом найближчих двадцяти років буде важливо, якщо Китай хоче уникнути надмірно турбулентного переходу в середній клас домінує держава. Деякі китайські повернемося до культурної революції і страх перед хаосом, якщо КПРФ повинні втрачати контроль за побутових перипетій і так надійну систему моніторингу і контролю для протидії зростаючим тиском на політичні зміни.
Китай практикує форму демократії, яку він називає соціалістичної консультативної демократії. Соціалістична консультативна демократія-це форма демократії, яка існує в КНР, хоча принаймні одне джерело каже, що ця форма демократії була створена Комуністична партія Китаю. Згідно статті на Цюші журнал, "консультативної демократії був створений КПК і китайського народу, як форма соціалістичної демократії. У цьому сенсі, консультативна демократія представляє великий продукт наших зусиль, спрямованих на збагачення і розвиток марксистської теорії про демократію. Соціалістична консультативна демократія проявляє відмінні особливості, а також унікальні переваги. Не тільки уособлюючи собою прагнення до соціалізму, його несе вперед тонкі Китаю політичні і культурні традиції. Не тільки уособлюючи собою прагнення до організаційних принципів та режим керівництва, демократичного централізму, він підтверджує також роль громадськості в демократію. Не тільки уособлюючи собою прагнення до керівної ролі КПК, це також дає ролі всіх політичних партій і організацій, а також людей з усіх етнічних груп і всіх верств суспільства".
За словами іншого джерела в Китайській Народній Республіці, "консультативна демократія гарантує широке і ефективне участь у політиці допомогою консультацій, проведених політичних партій, з'їздів народів, урядових департаментів, комітетів НПКРК, народів, організацій, громад і громадських організацій".
У 2012 році Changjian, член Всекитайського комітету Народної політичної консультативної ради Китайської Народної конференції (НПКРК), вищого політичного консультативного органу Китаю, говорить, що консультативний демократії має стати пріоритетом політичної реформи в Китаї. Суттєвою особливістю соціалістичної консультативної демократії консультації з різними секторами в цілях досягнення максимального консенсусу.
Однак, вибори-це теж елемент соціалістичної консультативної демократії, хоча Китайська Народна Республіка часто помилково критикують на Заході через відсутність виборів. Ця помилка, ймовірно, виникає з нерозуміння виборчої системи КНР.
Соціалістичної демократії і соціалістичної консультативної демократії, як видається, не бути такою ж, як соціал-демократія, у першому випадку політичної системи в КНР, а другі-це ідеологія, яка стверджує, що для конкретної політики і соціальної системи в контексті західних ліберальних демократій.

## Комуністична Партія
Комуністична партія Китаю (КПК) продовжує домінувати в уряді в наш час. В періоди відносної лібералізації, вплив на людей і групи за межами формальної сторони структури мав тенденцію до збільшення, особливо в економічній сфері. В рамках командної економіки, всі державні підприємства були забов'язані мати партійний комітет. Введення ринкової економіки означає, що зараз існують економічні інститути, у яких учасник економічних відносин не контролюється владою.
Тим не менш, у всіх урядових установ в КНР, партійні комітети на всіх рівнях підтримувати потужний і ключову роль в адміністрації. Центральний партійний контроль стислі в центральних державних органах і в міських економічних, промислових і культурних умовах; воно значно слабкіше, за державних і партійних установ у сільській місцевості, де більшість з материкового Китаю люди живуть. Найбільш важливі КТК відповідальність у відборі та просуванні кадрів. Вони також бачать, що слідом за партійним і державним керівництвом політики і безпартійних не створювати автономні організації, які могли б кинути виклик правилам. Особливо важливими є провідним невеликих груп, які координують діяльність різних відомств. Хоча є угода, що урядові комітети містити принаймні один не член партії, а членство в партії-це певна допомога у просуванні та у включенні у вирішальний параметр політики засідань.
Згідно з Конституцією, вищим органом партії є з'їзд партії, який має зустрітися принаймні один раз кожні 5 років. Зустрічі були нерегулярними до Культурної революції , але періодично з тих пір. Партії, обирає Центральний комітет і первинні органи влади формально частини Центрального комітету.
Головна органи влади Комуністичної партії включають в себе:
- В Генеральний секретар, який є вищою посадовою особою в партії і, як правило, китайського лідера.
- У Політбюро, що складається з 22 дійсних членів (включаючи членів Постійного комітету Політбюро);
- В Постійного комітету Політбюро, самий потужний орган для прийняття рішень в Китаї, який в даний час складається з семи членів;
- У секретаріат, головним адміністративним механізмом КПК на чолі з Генеральним секретарем;
- У Центральної Військової Комісії;
- До Центральної комісії з перевірки дисципліни, яка стягується з викоріненням корупції та протиправних дій серед партійних кадрів.

## Уряд
Первинними органами державної влади є Всекитайські збори народних представників (ВЗНП), на президента і Державної Ради. Депутати Держради входять прем'єр, змінне число віце-прем'єрів (зараз чотири, п'ять державних радників (протокол рівних віце-прем'єрів, але з більш вузькими портфелі)), і 29 міністрів і голів державних комісій Ради. У 1980-х роках була зроблена спроба розділити партійні та державні функції, з партією визначенні загальної політики і держави, що здійснюють його. Спроба була закинута в 1990-х роках в результаті чого політичне керівництво в рамках держави також лідерів партії, тим самим створюючи єдине централізоване важелі влади.
У той же час, спостерігається конвенції, що партійні та державні посади бути розділені на рівнях, відмінних від центрального уряду, і це нечувано для суб-національної виконавчою владою також секретар партії. Конфлікт часто був відомий складаються між керівником і секретарем партії, і цей конфлікт широко розглядається як навмисне в цілях запобігання або стала занадто домінуючою. Деякі спеціальні випадки є спеціальні адміністративні райони в Гонконзі і Макао , де Комуністична партія не функціонує в рамках державної системи, і автономні регіони , де, слідуючи радянської практики, глава виконавчої влади, як правило, є членом місцевої етнічної групи, в той час як генеральний секретар партії, є засобів перехресного локального обміну повідомленнями і, як правило, китайці.
Згідно Конституції КНР, ВЗНП є вищим органом державної влади в Китаї. Вона зустрічає щорічно близько 2 тижнів на розгляд і затвердження нових основних напрямів політики, законів, бюджету і серйозні кадрові зміни. Більшість національних законодавств у Китаї прийнято  Постійним Комітетом Всекитайських зборів народних представників (ПК ВЗНП). Більшість ініціатив представлені до ПК ВЗНП на розгляд Державної ради після попереднього схвалення Постійного комітету Політбюро Комуністичної партії. Хоча НПС в цілому схвалює Державної ради і рекомендацій в області політики персоналу, ВЗНП і його постійного комітету все більше підтвердив свою роль в якості національного законодавчого органу і був здатний змусити змін в деякі закони. Наприклад, Державна рада і партія були не в змозі забезпечити проходження паливний податок для фінансування будівництва автострад.

## Місцеве самоврядування
В даний час місцеве самоврядування в Китаї структуровані ієрархію на чотирьох різних рівнях. З села , будучи на низовому рівні (як правило, сотню-іншу сімей), і не розглядається як частина ієрархії, місцевого самоврядування аванси через Тауншип, округ, префектуру або муніципалітет, а в провінції як географічна зона юрисдикції збільшується. Кожен рівень ієрархії відповідає за роботи, що виконуються на нижніх рівнях про адміністративні шарів. На кожному рівні знаходяться два важливих чиновників. Це показник, який представляє комуністичну партію Китаю, в просторіччі називають керівником партії або партійний секретар, діє як політик. Цей показник призначається вищестоящими. Керівник місцевого народного уряду, є, по теорії, обраний народом. Зазвичай називається губернатор, мер або суддя, залежно від рівня, цей показник виступає для здійснення політики та урочисті обов'язки. Відмінність перетворилася в систему, де секретар парткому завжди пріоритет над лідером Народного Уряду.
Після того, як Ден Сяопін прийшов до влади в 1978 більшої автономії було приділено регіонів з точки зору економічної політики, а також в інших галузях політики, таких як освіта і транспорт. У результаті, деякі провінційні влади розвивалися тенденції, що діють на де-факто федеральна система з Пекіном. Яскравими прикладами більшої автономії спостерігаються в провінціях Гуандун і Чжецзян, де місцеві керівники не дотримуються строгих стандартів, випущених центральним урядом, зокрема в економічній політиці. Крім того, виникли конфлікти у відносинах центральних партійних лідерів з кілька провінційні муніципалітети, в першу чергу, муніципальних властей Шанхая і суперництво між колишнім мером Пекіна Чень Xitong і Цзян Цземіня. Видалення Шанхаї секретар партії Чень Лян'юй у вересні 2006 року є останнім прикладом.
Китайська система автономні області й автономні округу в провінціях формально покликана забезпечити більшу автономію по етнічна група більшості, яка мешкає в регіоні. На практиці, однак, влада покладається на секретаря партії. Пекін часто призначають відданих партії кадрів для спостереження за місцевою роботи в якості секретаря партії, а місцевий голова регіонального уряду розглядається як його номінальний глава. Влади покладається на секретаря партії. Щоб уникнути затвердіння лояльності до місцевої влади при кадрових строку повноважень центральної влади вільно і часто переносить партійних кадрів по різним регіонам країни, щоб високопоставлений кадровий кар'єра може включати послуги, як губернатор і секретар парткому кілька різних провінціях.

## Національні збройні сили
Комуністична партія Китаю створена і веде Народно-визвольної армії. Після ПМВ був заснований в 1949 році НВАК також став Державний військово. Державної військової структури, що дісталася нам і підтримує принцип абсолютного лідера Комуністичної партії над збройними силами народу. Партія і держава спільними зусиллями створена Центральна військова комісія, яка виконує завдання вищого військового керівництва Збройних сил.
1954 р. Конституції КНР передбачає, що держави-голова (президент) керує збройними силами і зробив голова Державного голова оборонної комісії (Комітету Оборони-консультативний орган, він не призводить збройні сили). 28 вересня 1954 року Центральний Комітет Комуністичної партії Китаю знову заснованої Центральної військової комісії в якості лідера НВАК і збройних сил народу. З того, що було створено часу, система спільного партійного і державного військового керівництва. Центральний Комітет Комуністичної партії лідирує у всіх військових справ. Держава-голова направляє військові сили держави і розвитку Збройних сил у віданні Державної Ради.
У грудні 2004 року, п'ятий Всекитайських зборів народних представників переглянув державної Конституції передбачити, що держави Центральної військової Комісії керує всіма збройними силами держави. Голова Державного ККМ обраний і видалений повноцінні NPC, а інші члени обираються ВЗНП. Однак, лку ЦК КПРС з Комуністичної партії Китаю залишається партійної організації, що безпосередньо веде військових та інших збройних сил. На практиці, партія КМЦ, після консультації з демократичними партіями, пропонує імена стану мск члени НКП, так що ці люди, пройшовши через судові процеси можуть бути обрані NPC до державної Центральної військової комісії. Тобто, що ККМ ЦК і ККБ держави однієї групи і однієї організації. Однак, дивлячись на нього організаційно, ці дві смс знаходяться в підпорядкуванні двох різних систем – партійної системи і державної системи. Таким чином, збройні сили знаходяться під абсолютним керівництвом Комуністичної партії, а також збройні сили держави. Це унікальна китайська система, що забезпечує спільне керівництвом Комуністичної партії і держави над збройними силами.

## Лідери держав

### Постійного Комітету Політбюро
Посада учасника(ів)
| Hanzi  | Name          | Yob  | K | Office(s) |
| ------ | ------------- | ---- | - | --- |
| 习近平 | Xi Jinping    | 1953 | — | General Secretary of the Communist Party of China President of the People's Republic of China Chairman of the Central Military Commission |
| 李克强 | Li Keqiang    | 1955 | — | Premier of the State Council |
| 栗战书 | Li Zhanshu    | 1950 | — | Chairman of the National People's Congress Standing Committee                                                                             |
| 汪洋   | Wang Yang     | 1955 | — | Chairman of the National Committee of the Chinese People's Political Consultative Conference                                              |
| 王沪宁 | Wang Huning   | 1955 | — | Secretary of the Central Secretariat (first-ranked)                                                                                       |
| 赵乐际 | Zhao Leji     | 1957 | — | Secretary of the Central Commission for Discipline Inspection                                                                             |
| 韩正   | Han Zheng     | 1954 | — | Vice Premier of the State Council (first-ranked)                                                                                          |
| 丁薛祥 | Ding Xuexiang | 1962 | — | Director of the General Office |
| 王晨   | Wang Chen     | 1950 | — | Vice Chairman of the Standing Committee of the National People's Congress                                                                 |
| 刘鹤   | Liu He        | 1952 | — | Vice Premier of the State Council |
| 许其亮 | Xu Qiliang    | 1950 | § | Vice Chairman of the Central Military Commission                                                                                          |
| 孙春兰 | Sun Chunlan   | 1950 | ♀ | Vice Premier of the State Council |
| 李希   | Li Xi         | 1956 | — | Party Secretary of Guangdong |
| 李强   | Li Qiang      | 1959 | — | Party Secretary of Shanghai |
| 李鸿忠 | Li Hongzhong  | 1956 | — | Party Secretary of Tianjin |
| 胡春华 | Hu Chunhua    | 1963 | — | Vice Premier of the State Council |
| 杨洁篪 | Yang Jiechi   | 1950 | — | Director of the Office of Foreign Affairs                                                                                                 |
| 杨晓渡 | Yang Xiaodu   | 1953 | — | Director of the National Supervisory Commission                                                                                           |
| 张又侠 | Zhang Youxia  | 1950 | § | Vice Chairman of the Central Military Commission                                                                                          |
| 陈希   | Chen Xi       | 1953 | — | Head of the Organization Department |
| 陈全国 | Chen Quanguo  | 1955 | — | Party Secretary of the Xinjiang Uyghur Autonomous Region                                                                                  |
| 陈敏尔 | Chen Min'er   | 1960 | — | Party Secretary of Chongqing |
| 郭声琨 | Guo Shengkun  | 1954 | — | Secretary of the Political and Legal Affairs Commission                                                                                   |
| 黄坤明 | Huang Kunming | 1956 | — | Head of the Propaganda Department |
| 蔡奇   | Cai Qi        | 1955 | — | Party Secretary of Beijing |

## Вибори
Ніяких істотних легальної політичної опозиції існує, а країна перебуває здебільшого у веденні Комуністичної партії Китаю (КПК), але є й інші політичні партії в КНР, званих "демократичних партій", які беруть участь у народної політичної консультативної конференції, але в основному служать для КПК схвалити політику. Навіть там були деякі кроки в напрямку демократизації наскільки виборча система, принаймні, у тому, що відкрито оспорюється народного конгресу вибори проводяться в сільських і селищних рівнях, і що законодавці показали напористість час від часу, партія зберігає ефективний контроль над державними призначеннями. Це відбувається тому, що КПК виграє за умовчанням в більшості виборчих округів. КПК проводить своє панування шляхом затиску вниз на політичних дисидентів, а також одночасно намагаючись зменшити інакомислення шляхом поліпшення економіки і дозволяючи публічне висловлення особистої образи, за умови, що це не входить до порядку денного будь-якої неурядової організації або інші групи відкрито або таємно протистоять КПК ідеали. Нинішні політичні проблеми в Китаї включають в себе боротьбу зростаючий розрив між багатими і бідними, і боротьба з корупцією в керівництві державою і його інститутами. Підтримка Комуністичної партії Китаю серед китайського населення в цілому незрозуміло, тому що національні вибори в основному домінують КПК, , так як немає опозиційних політичних партій і незалежних кандидатів, обраних в офіс не організовані досить добре, щоб реально боротися КПК правилом. Крім того, приватні розмови і неперевірена інформація часто показують суперечливі думки. Однак, за даними опитування, проведеного в Гонконзі, де відносно високий рівень свободи користуються нинішні керівники КПК отримали значні голосів підтримки, коли її мешканцям було запропоновано ранжувати свої улюблені китайські лідери від материка і Тайваню.
Восьми зареєстрованих другорядних партій існували ще до 1950. Ці партії офіційно прийняти керівництво Комуністичної партії Китаю (КПК) і їх діяльність направлена у Відділ єдиного фронту КПК. Їх основною функцією було створити враження, що в КНР править різноманітний Національний фронт, а не однопартійної диктатури. Основна роль цих партій залучити і згодом морди ніші в суспільстві, які мають політичні тенденції, такі, як Академія. Хоча ці партії перебувають під жорстким контролем і не заперечують проти комуністичної партії, члени партії часто окремо знаходяться в процесі розробки політики національних інститутів, і є угода, що державні установи, як правило, мають принаймні одну синекуру від невеликої політичної партії.
Дрібні партії включають Революційний Комітет китайської Guomindang, заснована в 1948 році дисидент членів основних Гоміндану потім під контролем генералісимуса Чан Кай-Ши; Китай Демократична ліга, створена в 1941 році інтелігенції у сфері освіти і мистецтва; Китай Демократичної Національної будівельної асоціації, утвореної в 1945 році педагогами і національних капіталістів (промисловців і ділових людей); Китайська асоціація з розвитку демократії, почалася в 1945 році в культурної інтелігенції, освіти (початкової і середньої школи), і видавничих колах; китайських селян і трудящих-Демократична партія, що виникла у 1930-ті роки інтелектуали в області медицини, мистецтва та освіти; китайська вечірка для суспільних інтересів (Китай Чжі Гун Данг), заснований в 1925 році для залучення підтримкою зарубіжних китайців; Jiusan суспільства, заснована в 1945 році групою професорів коледжів і вчених в честь перемоги "війни проти фашизму" 3 вересня; і Тайвань демократичного самоврядування ліга, створена в 1947 році на "патріотичних прибічників демократії, який виник у Тайвані і зараз проживаю на материку."
Координація між восьми зареєстрованих дрібні партії і Комуністичної партії Китаю здійснюється з допомогою китайської народної політичної консультативної конференції, яка проводиться щорічно в Пекіні в березні приблизно в той же час, що Всекитайські збори народних представників збирається. Крім того, є ще кілька дрібних партій, які або відсутність офіційного визнання або активно пригнічується державою, таких, як маоїстська Комуністична партія Китаю, демократична партія Китаю і китайська партія "Нова демократія", які мають свої штаб-квартири за межами материкового Китаю.

## Правова система
Китайське законодавство-це складна амальгама звичай і статут, в значній мірі орієнтована на кримінальне право, хоча зачатки цивільного кодексу вступила в силу з 1 січня 1987 року і нових правових кодексів в дію з 1 січня 1980 року. Додаються постійні зусилля щодо вдосконалення цивільного, адміністративного, кримінального і господарського права.
Хоча чинне законодавство Китаю не можуть бути розділені довільним правило, це надмірно спростити, щоб описати її як систему верховенства закону. У той час як особиста свобода і право на приватну власність номінально гарантованих законом, чиновники зберігають право зазіхати громадян, перш ніж доводити або підозрюючи їх порушення закону шляхом використання права адміністративний ц. Іншими словами, поняття "Хабеас корпус" не застосовується в Китаї. Крім того, члени партії піддаються різні набори закону, а саме Конституції Комуністичної партії Китаю, який дозволяє себе використовувати державний апарат для регулювання поведінки членів партії, іноді найголовнішим закон про землю. Одна з найбільш характерних особливостей китайського законодавства є відсутність механізму перевірки конституційності законів статут. Це фактично дозволяє прийняти які-небудь адміністративні закони поки обставини виправдовують.
Зусилля уряду щодо заохочення верховенства закону (не такий же, як верховенство законує істотними і триває. Після Культурної революції, лідери КНР, спрямований на розвиток правової системи стримувати зловживань службовими повноваженнями і революційних крайнощів. У 1982 році Національний народний конгрес прийняв нову конституцію держави підкреслив, що ідея верховенства закону, за яким партії і державні організації все підкоряється закону. (Важливість верховенства закону було також підвищено з допомогою конституційної поправки, 1999.) Багато коментаторів[хто?] відзначають, що акцент на правила за законом зростає швидше, ніж зменшується сила комуністичної партії Китаю , тому що партія, в свою позицію влади, знаходиться в кращому становищі, щоб змінити закон, щоб задовольнити свої власні потреби.
Починаючи з 1979 року, коли диск для створення дієвої правової системи стали більш 301 законів і постанов, більшість з них в економічній сфері, були прийняті. (Після вступ Китаю до СОТ, багато нових економічно відповідні закони були введені в дію, в той час як інші були змінені.Використання посередницьких комітетів поінформованих груп громадян, які вирішити близько 90% цивільних спорів КНР і деякі дрібні кримінальні справи на безоплатній основі для учасників - це одне інноваційний пристрій. Є більш ніж 800 000 таких комітетів в сільських та міських районах.
Правова реформа стала одним з пріоритетів уряду в 1990-х роках. Було прийнято законодавство, спрямованих на модернізацію та підвищення професійного рівня адвокатів країни, суддів і в'язниць. У 1994 році адміністративно-процесуального законодавства дозволяє громадянам подати в суд за перевищення посадових повноважень або неправомірних дій. Крім того, кримінальний закон і Кримінально-процесуального законів були внесені поправки вводити важливі реформи. Кримінальний закон поправки скасували злочину "контрреволюційної" діяльності (і посилання на "контрреволюціонерів" зник з прийняттям конституційної поправки, 1999), в той час як реформи кримінального судочинства сприяв створенню більш прозорою, змагальність судового процесу. У Конституції КНР і законів передбачають основні права людини, у тому числі процесуальних, хоча ці закони також передбачають обмеження цих прав.
Хоча ситуація з правами людини в Китаї помітно покращився з 1960-х років (у 2004 році конституційної поправки, зокрема, підкреслив, що держава захищає права людини), уряд як і раніше має намір не допустити якоїсь організованої опозиції своєму правлінню. "Міжнародна амністія" вважає, що КНР займає кілька тисяч політичних в'язнів. Хоча і незаконного, були повідомлення про застосування тортур до цивільним властям.

## Національність і етнічна приналежність
Громадянство надається при народженні дітей, принаймні один китайський національний батько, з деякими винятками. Загалом, натуралізації або отримання КНР національність складно. Закон Про громадянство передбачає тільки три умови для отримання громадянства КНР (шлюб з громадянином КНР-це одне, ПМЖ-це інше). Якщо громадянин КНР добровільно отримав іноземне громадянство, він автоматично втрачає громадянство Китаю (поки ця норма не поширюється на членів партії або чиновників[джерело?]). Якщо громадянин бажає відновити громадянство КНР, іноземне громадянство не визнається. Додаткові відомості див. В Законі Про громадянство Китайської Народної Республіки.
КНР офіційно багатонаціональна держава, забезпечуючи етнічну автономію у вигляді автономних адміністративних утворень відповідно до розділу 6 Глави 3 (ст. 111-122) в Конституції КНР, а більш докладно в рамках закону Китайської Народної Республіки Про етнічну регіональної автономії системи. За законом, етнічні меншини отримують переваги в таких областях, як контроль населення, при вступі до школи, урядові установи та військові комісаріати. КНР визнає 56 національностей в Китаї і одночасно класифікує їх як один гегемонії китайського народу. Тим не менш, сепаратистські настрої іноді спалахнули в Тибеті і Сіньцзяні. Як такий, незалежність груп і іноземних правозахисних груп є критичними для КНР політика в районах проживання етнічних меншин і скаржилися на присутність хань (основна етнічна група Китаю) в Сіньцзяні та Тибеті.

## Зовнішніх зв'язків

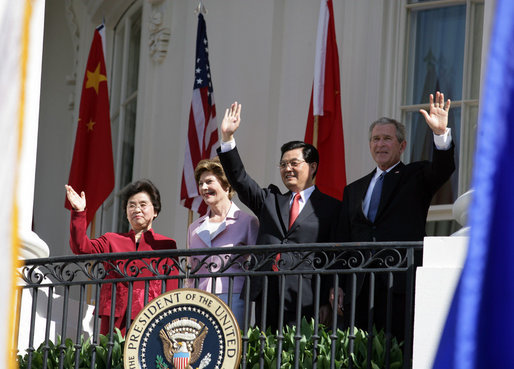
Hu Jintao and US president George W. Bush, with first ladies Liu Yongqing and Laura Bush, wave from the White House. The relationship between the world's sole superpower United States and the emerging superpower status of the PRC is closely watched by international observers.

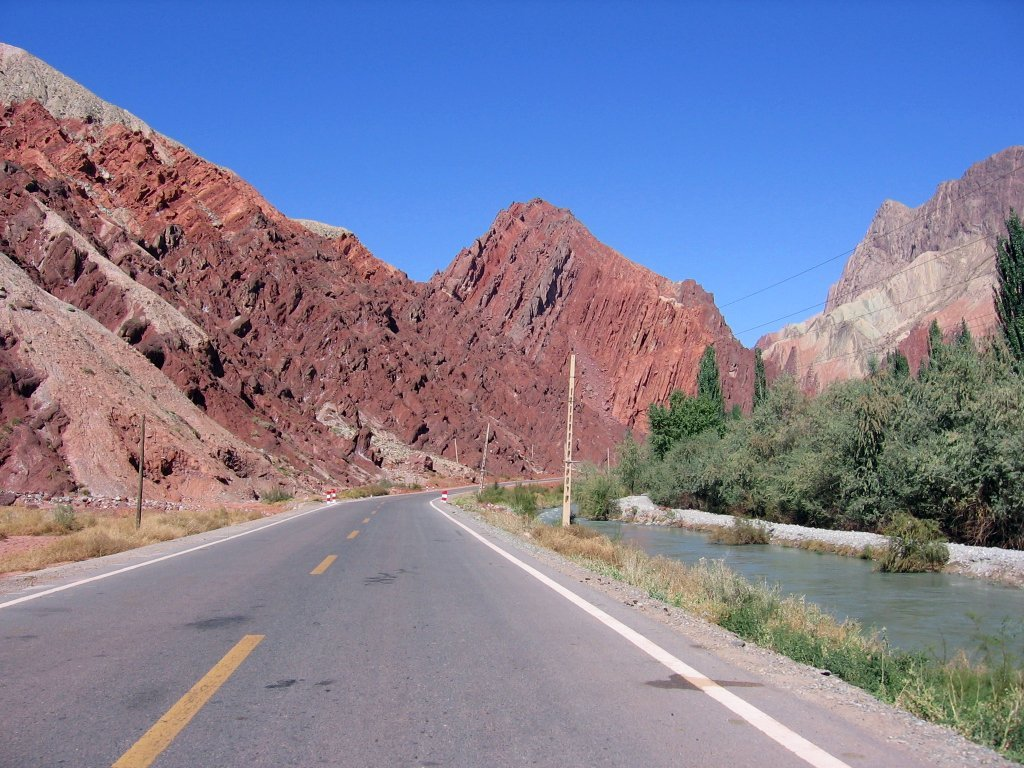
На Каракорумського шосе, що з'єднує Китай та Пакистан - приклад Китаю міжнародного розвитку захоплень.

КНР підтримує дипломатичні відносини з більшістю країн у світі. У 1971 році КНР замінив Китаю, широко відомий як "Тайвань" з 1970-х років, як єдиного представника Китаю при Організації Об'єднаних Націй і в якості одного з п'яти постійних членів Ради Безпеки Організації Об'єднаних Націй. У Китаї була представлена Китайська республіка на момент заснування ООН в 1945 році. (Див. Китай і Організація Об'єднаних Націй).
КНР відіграє провідну роль у заклику до створення зон вільної торгівлі та безпеки, союзи серед інших Азіатсько-Тихоокеанського сусідів. У 2004 році КНР запропонувала абсолютно новий саміт Східної Азії (СВА) в рамках форуму з питань регіональної безпеки, які демонстративно основі США. Шал, яка включає АСЕАН плюс три, Індії, Австралії та Нової Зеландії, провела своє перше саміті в 2005 році. Китай також є засновником і членом Шанхайської організації співробітництва (ШОС), поряд з Росією і центральноазіатських республік.
Більша частина нинішньої зовнішньої політики базується на концепції Китаю мирного розвитку. Тим не менш, кризи у відносинах із зарубіжними країнами сталися в різні часи у своїй новітній історії, зокрема, з США, наприклад, американські бомбардування китайського посольства у Белграді під час конфлікту в Косово в травні 1999 року і інциденту на острові Хайнань в квітні 2001 року. Китай по міжнародним відносинам з багатьма західними країнами постраждав за час після площі Тяньаньмень протести 1989 року. Набагато проблемних закордонних відносин між Китаєм і Японією, який був напряг раз відмова Японії визнати свою війну-останнім часом до задоволенню КНР, таких як revisionistic зауваження відомих японських чиновників, а також недостатні дані, зазначені в різанини в Нанкіні та інших звірствах , вчинених під час Другої світової війни в японських підручниках з історії. Ще однією точкою конфлікту між двома країнами-це часті візити японських чиновників в храм Ясукуні, який шанує не тільки японський Другої світової війни загинули, але і багато засуджені Другої світової війни військових злочинців, у тому числі 14 клас переконання.

## Міжнародних спорів
КНР в ряді міжнародних територіальних спорів, деякі з яких беруть участь у китайсько-російському кордоні. Хоча переважна більшість з них уже вирішені, Китаю територіальні суперечки призвели до ряду локальних війн за останні 50 років, включаючи китайсько-індійської війни в 1962 році, китайсько-радянський прикордонний конфлікт 1969 року і Китайсько-в'єтнамської війни в 1979 році. У 2001 році Китай і Росія підписали Договір про добросусідство і дружнє співробітництво, , який закінчився конфлікт. Інші територіальні суперечки включають островів у Східно - і Південно-Китайському морях, а також невизначених або оспорюваних кордонів з Індії, Бутану і Північної Кореї.

### Територіальні суперечки
На наступні території претендують Китай, і одна або більше інших країн:
- Сокотра-рок (з Південної Кореї)
- Острови Дяоюйдао (з Японії)
- Острови Спратлі (з В'єтнаму, Брунею, Малайзії, на Філіппінах)
- Парасельські острови (з В'єтнаму)
- Panatag Шов (з Філіппін)
- Південний Тибет - частини Аруначал-Прадеш (з Індії)
- Аксай Чін - (з Індією, проте Пакистан прийняв необозначенной кордону і визнали Китаю управління територією).

Крім того, Китайська Народна Республіка і Китайська республіка (Тайвань) поділитися Консенсусу 1992 року, що існує тільки "один Китай"; таким чином, кожна стверджує, суверенітет над всією територією іншої.

## Участь міжнародної організації
AfDB, APEC, AsDB, BIS, CDB (non-regional), ESCAP, FAO, G-77, IAEA, IBRD, ICAO, ICC, ICRM, IDA, IFAD, IFC, IFRCS, IHO, ILO, IMF, International Maritime Organization, Inmarsat, Intelsat, Interpol, IOC, ISO, ITU, ITUC, LAIA (observer), MINURSO, NAM (observer), OPCW, PCA, SCO, United Nations, UN Security Council, UNAMSIL, UNCTAD, UNESCO, UNHCR, UNIDO, UNIKOM, UNITAR, UNTSO, UNU, UPU, WCO, WHO, WIPO, WMO, WToO, WTrO, Zangger Committee

## См. також
- Політики Гонконгу
- Політика Макао
- Китайська Соціалістична Демократія
- Народної організації
- Список національних лідерів Китайської Народної Республіки